# Slaget vid Bukarest
Slaget vid Bukarest (rumänska: Operațiile Armatei României pentru apărarea Bucureștiului în campania anului 1916) var den egentliga slutakten i centralmakternas offensiv mot Rumänien 25 november-3 december 1916 i Bukarests omgivningar. Striden avslutades med centralmakternas seger.
De avgörande striderna ägde rum vid floden Arges, där rumänerna samlade huvuddelen av sin fältarmé för att slutligt motsätta sig den tyska 9:e armén som under Erich von Falkenhayns befäl ryckte fram från väster och norr, dels Donauarmén, som under August von Mackensen ryckte fram från söder. Den 30 november utförde rumänerna under Constantin Prezan en motattack mot Donauarmén, och tvingades dess västra flygel till reträtt. Under de följande två dagarna var läget för denna flygel kritiskt, därefter undsattes den av 9:e arméns högra flygel, medan centern av samma armé trängde över Arges mot Titu och västra flygeln över Târgoviște mot Ploesti. Efter stora förluster, bland annat 65 000 man i fångar, måste rumänerna ge upp motståndet och fortsätta sin reträtt österut. I slaget hade Mackensen fört överbefälet över de båda centralmaktsarméerna. Bukarest, som ansett vara en av Europas starkaste fästningar, med en fortgördel och ett 40-tal verk, föll 6 december i Mackensens våld utan någon egentlig strid.